# Archostemata
Gli Archostemata sono un sottordine dei Coleotteri che raggruppa poche famiglie di piccoli insetti alquanto primitivi, di cui per lo più esistono tracce fossili già  a partire dall'era Mesozoica.

## Tassonomia
Il sottordine Archostemata comprende le seguenti famiglie:
- Crowsoniellidae Iablokoff-Khnzorian, 1983
- Cupedidae Laporte, 1836
- Micromalthidae Barber, 1913
- Ommatidae Sharp and Muir, 1912
- Jurodidae Ponomarenko, 1985
- †Triadocupedidae Ponomarenko, 1966
- †Magnocoleidae Hong, 1998
- †Obrieniidae Zherikhin and Gratshev, 1994

Tra le specie viventi va menzionata la Crowsoniella relicta, piccolo coleottero diffuso unicamente in alcune zone dell'Italia centrale, unica specie della famiglia delle Crowsoniellidae.